# Jeanette Wohl

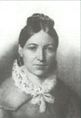

Jeanette Wohl (* 16. Oktober 1783 in Frankfurt am Main; † 25. November 1861 in Paris) war die langjährige vertraute Freundin und Korrespondentin Ludwig Börnes.

## Leben
Ludwig Börne lernte Jeanette Wohl 1816 kennen, und beide schlossen eine lebenslang andauernde Freundschaft. Er las ihr aus seinen Schriften vor und führte mit ihr einen regen Briefkontakt. In ihren Briefen nahm sie großen Anteil an seinem sozialen Leben und beeinflusste ihn auch stark in seiner schriftstellerischen Tätigkeit, so regte sie ihn zu den Pariser Briefen an. Erst auf ihr Drängen benutzte Börne jene nicht zur Veröffentlichung begonnene Korrespondenz und dokumentierte damit für die Nachwelt Gefühle und Gedanken, die ihn zu jener Zeit beschäftigten.
Obwohl Jeanette Wohl nach kurzer Ehe geschieden war und Börne anfangs mehr als nur freundschaftliche Gefühle für sie hatte, kam es trotz seines Drängens zwischen ihnen nicht zur Ehe. Dies wurde vermutlich auch durch Börnes häufige Krankheiten und die Verschiedenheit der Konfession verhindert, denn ihre Mutter war orthodox-jüdisch.
Am 7. Oktober 1832 vermählte sie sich stattdessen mit Salomon Strauß aus Frankfurt am Main, gab die Freundschaft zu Börne jedoch trotz ersten Widerstands ihres Ehemanns niemals auf. Bis zu seinem Tod lebte Börne sogar in ihrem Haushalt in Paris und Auteuil. Heinrich Heine äußerte sich nach Börnes Tode in seinem Buche Heine über Börne anzüglich über dieses Dreiecksverhältnis. Strauß behauptete später öffentlich, er habe Heine ins Gesicht geschlagen, woraufhin dieser ihn zu einem Pistolenduell gefordert habe.
Jeanette Wohl wurde von Börne zur Erbin seiner sämtlichen literarischen Eigentumsrechte eingesetzt. Unterstützt durch ihren Ehemann übernahm sie die Herausgabe des Nachlasses und veröffentlichte bei Bassermann in Mannheim sechs Buchbände. Sie stiftete mit ihrem Mann einen Fonds zu Ehren Börnes und pflegte sein Andenken bis zu ihrem Tod. Ihr Grab befindet sich auf dem Friedhof Père-Lachaise.